# 孫可
孫 可（漢音読み:そん か、簡体字:孙可　拼音:Sun Ke、1989年8月26日 - ）は、中華人民共和国・江蘇省徐州市出身のサッカー選手。中国代表。ポジションはフォワード、ミッドフィールダー。

## 経歴

### クラブ

#### 江蘇舜天/蘇寧
出身は江蘇省北部の徐州だったが、2001年に機会あって南京でのトライアルへて江蘇舜天の下部組織に入団した。
2008年中甲(2部相当)でプロデビューし、22試合2得点を記録。6月28日に南京有有とのダービーマッチで2得点を挙げた。この年、江蘇はトップリーグ昇格を決めルーキーの孫可も貢献した。
中超昇格後はコンディションや体調面、怪我などあり中々活躍できなかった。2011年ドラガン・オクカ監督就任後にレギュラーとして台頭しこの年チームは4位に躍進。
翌2012年は2位でACL出場権獲得、2013年超級杯では広州恒大を破り初タイトルを獲得している。
2013年アジアチャンピオンズリーグに出場、ブリーラム(タイ)戦でゴールを決め、Goal.comにより2013年3月のアジアベスト１１に選出された。
移籍騒動
2015年6月、6600万人民元という中国人選手最高額（当時）の移籍金で天津泰達への移籍が発表された。
しかしこの移籍は天津泰達クラブ上層部は合意しておらず、スポンサーの権健グループ独断だったとして騒動に発展。
結果として孫可は2015年内は江蘇でプレーし、翌年、天津泰達でなく権健グループが買収した別のクラブ・天津松江（権健に改称）に加入することになった。

#### 天津権健
2016年天津権健に正式に加入、現役代表選手が中甲(2部相当)でプレーする点は議論を呼んだが、孫可自身キャリアハイの8得点を記録。

#### 深圳
2020年7月、深圳市足球倶楽部に移籍した。
ルシェンブルゴ監督が途中解任されるなど平坦なシーズンではなかったが、後任のファビオ・カンナヴァーロ監督、ルイス・ファビアーノ、ジャジソン、趙旭日らと共に中甲リーグ優勝＆翌年の中超昇格に貢献した。
2023年のリーグ戦登録メンバーに選出されず、現役を引退した。

### 代表
ホセ・アントニオ・カマーチョ監督によりA代表に抜擢され、2013年3月のAFCアジアカップ2015予選イラク戦(1-0)で代表デビュー。
東アジアカップ2013日本戦(3-3)で代表初ゴールとなる同点ゴールを決めた。
AFCアジアカップ2015ではウズベキスタン戦(2-1)で途中出場後ファーストタッチで決勝点奪うと、続く北朝鮮戦では2得点を決め、大会通算で3得点を挙げた。
技術や得点力は高くないが、献身的なプレーで歴代代表監督やサポーターの評価が高い選手。

## タイトル

### クラブ
江蘇蘇寧
- 中国サッカー・甲級リーグ：1回 (2008)
- 中国サッカー・スーパーリーグ：1回 (2013)
- 中国サッカー・足協杯：1回（2015）

天津権健
- 中国サッカー・甲級リーグ：1回 (2016)